# Неонова лампа
Неонова лампа е вид малка газоразрядна лампа. Обикновено е съставена от малка стъклена капсула, която съдържа смес от неон, аргон и други газове под ниско налягане и два електрода (анод и катод). Когато се приложи достатъчно високо напрежение между електродите, лампата произвежда оранжев тлеещ разряд. Светещата част в лампата е тесен регион близо до катода. Неоновите лампи имат широко приложение в дисплеите на електронните инструменти и уреди.

## История
Неонът е открит през 1898 г. от Уилям Рамзи и Морис Траверс. Характерният му ярък червен цвят, излъчван от газа при електрическо възбуждане, е забелязан веднага.
Оскъдността на неона изключва неговата бърза употреба за електрическо осветление. След 1902 г. компанията Ер Ликид на Жорж Клод произвежда промишлени количества неон като вторичен продукт от неговия бизнес и през декември 1910 г. Клод демонстрира съвременно неоново осветление, базирано на запечатана тръба с неон. През 1915 г. е издаден американски патент на Клод, покриващ проектирането на електроди за неонови лампи. Този патент става основа за монопола, който неговата компания държи в САЩ в началото на 1930-те години.
Около 1917 г. Даниъл Мур разработва неонова лампа, докато работи в Дженерал Електрик Къмпъни. Лампата има много различен дизайн от останалите значително по-големи неонови тръби за осветление. Разликата в дизайна е достатъчна, че американски патент е издаден за неговата лампа през 1919 г. Мур използва два доближени електрода в крушка и добавя неон или аргон. Електродите светят ярко в червено или синьо, в зависимост от газа, а лампите издържат години. Тъй като електродите могат да имат най-различни форми, популярно приложение става използването на неонови лампи за декорация.
Тлеещите лампи намират практическо приложение като индикатори на инструментални панели в много домашни уреди до широката комерсиализация на светодиодите през 1970-те години.

## Описание
Малък електрически ток (за лампа NE-2 с диаметър на крушката 5 mm, статичният ток е около 400 µA), който може да е както променлив, така и постоянен, преминава през тръбата, карайки я да свети в оранжево-червено. Газът обикновено е Пенингова смес от 99,5% неон и 0,5% аргон, която има по-малко пробивно напрежение, отколкото чистия неон, при налягане от 1 – 20 тора. Тлеещият разряд на лампата светва при пробивното напрежение. Пробивното напрежение се намалява от околна светлина или от радиоактивност. Нужното напрежение за поддържане на заряда е значително по-ниско (~30%) от пробивното напрежение. Това се дължи на организацията на положителните йони близо до катода. Натриевите лампи с ниско налягане използват Пенингова смес за загряване и могат да работят като гигантски неонови лампи, ако се задействат в режим на ниска консумация на ток.
След като неоновата лампа достигне пробивното си напрежение, тя може да поддържа по-голям поток от ток. Поради тази нейна характеристика, електрическите вериги извън неоновата лампа трябва да ограничават тока през веригата или токът ще се покачи рязко, докато лампата изгори. За лампите индикатори, един резистор обикновено ограничава тока. За разлика от тях, по-големите лампи често използват специално построен високоволтов трансформатор с висока индуктивност на разсейване или друг електрически баласт, който да ограничава наличния ток.
Когато токът през лампата е по-нисък, тлеещият разряд може да стане нестабилен и да не покрива изцяло повърхността на електродите. Това може да е знак за остаряване на крушката и може да бъде използван в декоративните неонови лампи, имитиращи трептящ огън. И докато твърде малкият ток причинява трептене, твърде високият ток увеличава износването на електродите, стимулирайки разпрашването, което покрива вътрешната площ на лампата с метал и я карат да потъмнее.
Нужният потенциал за запалване на разряда е по-висок от този, нужен за поддържането на разряда. Когато няма достатъчно ток, сиянието се образува само около част от електродната повърхност. Конвекционните токове карат тлеещите зони да текат нагоре. Тук може да бъде наблюдават и ефект на фотойонизация, тъй като електродната площ, покрита от тлеещ разряд може да бъде увеличена чрез осветяване върху лампата.
В сравнение с лампите с нажежаема жичка, неоновите лампи имат много по-висока светителна ефективност. Нажежаването включва излъчването на светлина чрез топлина, така че голяма част от електроенергията се влага в превръщането ѝ в топлина. Ненажежаемите светлинни източници като неоновите крушки, луминесцентните лампи и светодиодите следователно са много по-енергоефективни. Зелените неонови крушки могат да произвеждат до 65 лумена на ват, докато белите неонови крушки имат ефективност от 50 лумена на ват. За сравнение, стандартната крушка с нажежаема жичка произвежда едва 13,5 лумена на ват.

## Употреба

### Визуален индикатор
Малките неонови лампи най-често се използват като визуални индикатори в електронно оборудване, поради ниската им консумация на енергия, дълъг живот и възможността да работят на ток от мрежата.

### Потискане на скокове на напрежението
Неоновите лампи широко се използват като нисковолтови предпазители от пренапрежение, но като цяло отстъпват пред филтрите с газов разряд (които могат да се използват при по-високи напрежения). Неоновите лампи се използват като евтин метод за защита на радио-приемници от скокове на напрежението, но не са подходящи за по-мощни радио-трансмитери.

### Тестер на напрежение
Повечето малки неонови лампи (като NE-2) имат пробивно напрежение от около 90 V. Предоставяно от постояннотоков източник, само отрицателно заредения електрод би светнал. Когато се предоставя от променливотоков източник, и двата електрода биха светнали. Тези особености правят неоновите крушки (с резистори, свързани последователно) подходящ евтин тестер на напрежение. Според това кой електрод свети, те могат да покажат дали даден източник на напрежение е с постоянен или променлив ток.

### Стабилизатор на напрежение
Пробивната характеристика на лампите с тлеещ разряд им позволява да се използват като стабилизатори на напрежение или за защита от пренапрежение. През 1930-те години Дженерал Електрик и други фирми произвеждат така тръби за стабилизиране на напрежението, като такива се използват и в някои торпеда от Втората световна война.

### Прекъсвач / осцилатор
Както друго газоразрядни лампи, неоновата лампа има отрицателно съпротивление. Напрежението ѝ пада с повишаването на тока, след като крушката достигне пробивното си напрежение. Следователно, крушката има хистерезис. Напрежението на изгасване е по-ниско от напрежението на запалване (пробивното напрежение). Това ѝ позволява да бъде използвана като активен прекъсвач. В миналото неоновите крушки са се използвали и за направата на осцилаторни вериги, възползвайки се от този механизъм за приложения с ниска честота като мигащи светлини, стробоскопи, генератори на тонове в електронни органи и като отклоняващи осцилатори в ранните катодно-лъчеви тръби. Неоновите крушки могат и да са бистабилни и дори са били използвани за построяване на схеми с дигитална логика като логически елементи, тригери, двоични памети и броячи. Тези приложения са достатъчно често срещани, че производителите правят неонови крушки специално за този сценарий. Някои от тези лампи имат сияние, концентрирано в малка част на катода, които ги прави неподходящи за употреба като индикатори.

### Детектор
Исторически, неоновите лампи са използвани като детектори за микровълни и милиметрови вълни до около 100 GHz и в това си качество са проявявали относителна чувствителност. Макар тази употреба основно да включва стандартни дву-електродни лампи, в един от случаите е установено, че трети електрод, работещ като антена, предоставя дори по-добри резултати (по-малък шум и по-висока чувствителност). Това откритие също е патентовано.

### Други
Неонови лампи с няколко оформени електрода се използват като буквено-цифрови дисплеи, познати още като газоразрядни индикатори. Последните биват изместени с времето от светодиоди, вакумно-луминесцентни дисплеи и течнокристални дисплеи.
През 1930-те години някои радиа използват неонови лампи за индикация на настройката, които светят по-ярко, когато станцията е настроена правилно.
Неоновите индикаторни лампи обикновено светят в оранжево. Неонът може да бъде смесен с аргон, криптон или ксенон. Докато са операционните електрически характеристики остават сходни, тези лампи излъчват синкава светлина. Може да се използва и ултравиолетово излъчване, което да възбуди фосфорно покритие във вътрешността на крушката и да предостави по-широка гама цветове, включително и бяло. Смес от 95% неон, 2,5% криптон и 2,5% аргон дава зелено сияние, но най-често зелените неонови лампи са базирани на фосфор.